# ジェームズ・ハミルトン (第7代ハミルトン公爵)
第7代ハミルトン公爵および第4代ブランドン公爵ジェームズ・ジョージ・ハミルトン（英語: James George Hamilton, 7th Duke of Hamilton and 4th Duke of Brandon、1755年2月18日 – 1769年7月7日）は、グレートブリテン王国の貴族。1758年までクライズデール侯爵の儀礼称号を使用した。3歳足らずで公爵位を相続し、さらに6歳のときに遠戚にあたる初代ダグラス公爵アーチボルド・ダグラスからダグラス侯爵位を継承したが、ダグラス家の領地継承をめぐるダグラス訴訟事件では最終的に敗訴した。

## 生涯
第6代ハミルトン公爵および第3代ブランドン公爵ジェームズ・ハミルトンと妻エリザベス（Elizabeth、1790年12月20日没、旧姓ガニング（Gunning）、ジョン・ガニングの娘）の長男として、1755年2月18日にホリールード宮殿で生まれた。1758年1月17日に父が死去すると、ハミルトン公爵位とブランドン公爵位を継承した。
1761年7月17日に遠戚にあたる初代ダグラス公爵アーチボルド・ダグラスが死去すると、ダグラス侯爵位およびその従属爵位であるアンガス伯爵位などを継承した。しかし、ダグラス公爵の遺産をめぐってはダグラス訴訟事件がおこり、ハミルトン公爵の後見人が公爵による遺産継承を主張したものの、結局ダグラス公爵の妹ジェーンの息子にあたるアーチボルド・ジェームズ・エドワード・ダグラスが勝訴した。
1769年、結核を患って医師ジョン・ムーアの治療を受けたが、治療の甲斐なく1769年7月7日に生涯未婚のままハミルトン宮殿で死去、ハミルトンで埋葬された。弟ダグラスが爵位を継承した。